# Вантит
Ванти́т (варианты Ва?.и?, Вабнит; перс. وانتیت‎ Wāntīt) — упоминаемый средневековыми мусульманскими авторами восточноевропейский топоним с проблематичной локализацией.
Возможно, впервые упоминается Ибн-Русте (начало X века): «В ближайших краях земли Славянской находится город по имени Ва-и», у Ибн-Русте нет диакритических знаков, поэтому возможны иные толкования названия. Немногим позже, в письме хазарского кагана Иосифа к еврейскому сановнику Хасдаю Ибн-Шафруту (X век), перечислены народы, проживающие у реки Итиль; среди них — В-нн-тит (вероятно Вантит) и Арису. Согласно Худуд-ал-Аламу (примерно 982 год) Вабнит — это первый город на востоке страны славян, и некоторые из его жителей похожи на русов. Он также называет ещё один город — Ходраб (по другим источникам Джарват или Хадрат), как резиденцию царя этой страны. В этом трактате чётко разделены страна славян и страна русов, управляемая хаканом, с городами Куйаъа, Слабъа и Артаб.
У персидского автора Гардизи (XI век) указан как восточнославянская страна, граничащая на востоке с буртасами, а на юго-востоке с Хазарией. Испытала нашествие войск Владимира Мономаха.
Б. А. Рыбаков выдвинул свой взгляд на трактовку сведений восточных авторов, писавших о некой «стране славян». В соответствии с его версией, они писали не о всех славянах, и не о державе Святополка Моравского, как это обычно считалось, а только об одном из племенных союзов, а именно о вятичах. Рыбаков считал, что под термином «Вантит» мог пониматься как город, так и страна вятичей. При реконструкции торгового пути из Булгара в Киев он локализовал город Вантит возле современного Воронежа, а в качестве возможного варианта назвал городище Михайловский Кордон. А. Д. Пряхин также рассматривал Вантит как «комплекс памятников конца I тыс. н. э. на северной окраине Воронежа» и ставил вопрос о создании на этой территории музейно-паркового комплекса.